# 燦爛歲月
《燦爛歲月》（英語：Go-Go Sisters，越南语：／）是一部2018年公映的越南電影，由阮光勇導演、編劇，英姐、紅映、美緣、清姮、鄧瑞美鴛、孔秀瓊、武芳英、武玉黃鶯等演員主演。

## 內容
一群高中好友20年後重聚，回顧她們無所畏懼、歡樂的青春過往。曉芳遇到她的老朋友野馬幫的大姐頭美蓉。野馬幫是她們高中時六個女生組成的小團體。知道美蓉得了癌症後，曉芳決定找回野馬幫其他四個成員，來完成美蓉最後的心願。在尋找她好朋友的過程中，曉芳也回想起高中的美好回憶…

## 演員評論

### 主要角色
| 角色 | 演員 (25年前的) | 演員 (25年後的) | 備註                  |
| 曉芳 | 阮黄燕          | 紅映            | 女主角                |
| 雪英 | 武芳英          | 英姐            | 英姐：客串 芳英：主角 |
| 美蓉 | 武玉黃鶯        | 清姮            | 女主角                |
| 寶珠 | 孔秀瓊          | 鄧瑞美鴛        | 女主角                |
| 垂靈 | 鄭草            | 美緣            | 女主角                |
| 蘭枝 | 明草            | 明璇            | 女主角                |

### 次要角色
- 黎善 飾 曉芳的祖母
- 蘭香 飾 曉芳的媽媽
- 德珪 飾 曉芳的爸爸
- 阮蘭芳 飾 鈴蘭
- 阮黄福 飾 阿成